# Gisay-la-Coudre
Gisay-la-Coudre és un municipi francès situat al departament de l'Eure i a la regió de Normandia. L'any 2007 tenia 244 habitants.

## Demografia

### Població
El 2007 la població de fet de Gisay-la-Coudre era de 244 persones. Hi havia 97 famílies, de les quals 17 eren unipersonals (4 homes vivint sols i 13 dones vivint soles), 38 parelles sense fills i 42 parelles amb fills.
La població ha evolucionat segons el següent gràfic:
Habitants censats

### Habitatges
El 2007 hi havia 139 habitatges, 99 eren l'habitatge principal de la família, 28 eren segones residències i 12 estaven desocupats. 136 eren cases i 2 eren apartaments. Dels 99 habitatges principals, 82 estaven ocupats pels seus propietaris, 16 estaven llogats i ocupats pels llogaters i 1 estava cedit a títol gratuït; 3 tenien dues cambres, 14 en tenien tres, 25 en tenien quatre i 57 en tenien cinc o més. 77 habitatges disposaven pel capbaix d'una plaça de pàrquing. A 51 habitatges hi havia un automòbil i a 45 n'hi havia dos o més.

### Piràmide de població
La piràmide de població per edats i sexe el 2009 era:
| Homes | Edats   | Dones |
| ----- | ------- | ----- |
| 0     | 95 o +  | 0     |
| 0     | 90 a 94 | 0     |
| 0     | 85 a 89 | 0     |
| 0     | 80 a 84 | 4     |
| 8     | 75 a 79 | 8     |
| 4     | 70 a 74 | 0     |
| 12    | 65 a 69 | 20    |
| 8     | 60 a 64 | 4     |
| 12    | 55 a 59 | 4     |
| 4     | 50 a 54 | 12    |
| 12    | 45 a 49 | 8     |
| 4     | 40 a 44 | 8     |
| 12    | 35 a 39 | 8     |
| 4     | 30 a 34 | 8     |
| 4     | 25 a 29 | 0     |
| 0     | 20 a 24 | 0     |
| 20    | 15 a 19 | 4     |
| 8     | 10 a 14 | 12    |
| 12    | 5 a 9   | 8     |
| 4     | 0 a 4   | 0     |

## Economia
El 2007 la població en edat de treballar era de 152 persones, 102 eren actives i 50 eren inactives. De les 102 persones actives 89 estaven ocupades (51 homes i 38 dones) i 12 estaven aturades (6 homes i 6 dones). De les 50 persones inactives 28 estaven jubilades, 5 estaven estudiant i 17 estaven classificades com a «altres inactius».

### Ingressos
El 2009 a Gisay-la-Coudre hi havia 103 unitats fiscals que integraven 249,5 persones, la mediana anual d'ingressos fiscals per persona era de 16.770 €.

### Activitats econòmiques
Dels 8 establiments que hi havia el 2007, 1 era d'una empresa alimentària, 2 d'empreses de construcció, 3 d'empreses de comerç i reparació d'automòbils, 1 d'una empresa immobiliària i 1 d'una empresa de serveis.
Els 2 serveis als particulars que hi havia el 2009 eren paletes.
L'any 2000 a Gisay-la-Coudre hi havia 27 explotacions agrícoles que ocupaven un total de 1.819 hectàrees.

## Poblacions més properes
El següent diagrama mostra les poblacions més properes.